# Championnat du Danemark de football 1996-1997
Navigation
Saison précédente Saison suivante
La saison 1996-1997 du championnat du Danemark de football était la 84e édition du championnat de première division au Danemark. Les 12 meilleurs clubs du pays se retrouvent au sein d'une poule unique, la Superligaen, où ils s'affrontent 3 fois, à domicile et à l'extérieur. À l'issue du championnat, les deux derniers du classement sont relégués et remplacés par les 2 meilleurs clubs de 1.division.
C'est le Brøndby IF, champion du Danemark en titre, qui remporte la compétition en terminant en tête de la poule. C'est le 7e titre de champion du Danemark de l'histoire du club.

## Les 12 clubs participants
- FC Copenhague
- Herfølge BK
- AGF Aarhus
- Hvidovre IF - Promu de 1.division
- Silkeborg IF
- Viborg FF
- Akademisk Boldklub - Promu de 1.division
- OB Odense
- Lyngby BK
- Brondby IF
- AaB Aalborg
- Vejle BK

## Compétition

### Classement
Le barème utilisé pour établir le classement est le suivant :
- victoire : 3 points ;
- match nul : 1 point ;
- défaite : 0 point.

| Rang | Équipe                 | Pts | J  | G  | N  | P  | Bp | Bc | Diff |
| ---- | ---------------------- | --- | -- | -- | -- | -- | -- | -- | ---- |
| 1    | Brøndby IF (T)         | 68  | 33 | 20 | 8  | 5  | 64 | 39 | +25  |
| 2    | Vejle BK               | 54  | 33 | 14 | 12 | 7  | 57 | 38 | +19  |
| 3    | AGF Aarhus (C)         | 52  | 33 | 14 | 10 | 9  | 75 | 51 | +24  |
| 4    | Herfølge BK            | 52  | 33 | 15 | 7  | 11 | 46 | 42 | +4   |
| 5    | AaB Aalborg            | 47  | 33 | 12 | 11 | 10 | 46 | 40 | +6   |
| 6    | Silkeborg IF           | 45  | 33 | 10 | 15 | 8  | 51 | 55 | -4   |
| 7    | OB Odense              | 41  | 33 | 11 | 8  | 14 | 59 | 61 | -2   |
| 8    | FC Copenhague          | 41  | 33 | 10 | 11 | 12 | 35 | 43 | -8   |
| 9    | Lyngby BK              | 40  | 33 | 10 | 10 | 13 | 50 | 61 | -11  |
| 10   | Akademisk Boldklub (P) | 36  | 33 | 8  | 12 | 13 | 56 | 62 | -6   |
| 11   | Viborg FF              | 29  | 33 | 6  | 11 | 16 | 31 | 58 | -27  |
| 12   | Hvidovre IF (P)        | 26  | 33 | 5  | 11 | 17 | 39 | 59 | -20  |

|  | Qualification pour la Ligue des clubs champions 1997-1998                                      |
|  | Qualification pour la Coupe des Coupes 1997-1998                                               |
|  | Qualification pour la Coupe UEFA 1997-1998                                                     |
|  | Qualification pour la Coupe Intertoto 1997                                                     |
|  | Relégation en 1.division                                                                       |
|  | (T) : Tenant du titre (C) : Vainqueur de la Coupe du Danemark (P) : Promu de deuxième division |

## Bilan de la saison
| Championnat du Danemark de football 1996-1997 |                       |
| Champion                                      | Brøndby IF (7e titre) |
| Coupes et trophées                            |                       |
| Vainqueur de la Coupe du Danemark 1996-1997   | FC Copenhague         |
| Qualifications continentales                  |                       |
| Ligue des clubs champions 1997-1998           | Brøndby IF            |
| Coupe des Coupes 1997-1998                    | FC Copenhague         |
| Coupe UEFA 1997-1998                          | Vejle BK              |
| Coupe UEFA 1997-1998                          | AGF Aarhus            |
| Coupe Intertoto 1997                          | AaB Aalborg           |
| Coupe Intertoto 1997                          | Silkeborg IF          |
| Coupe Intertoto 1997                          | OB Odense             |
| Promotions et relégations                     |                       |
| Promus en Superligaen                         | Ikast FS              |
| Promus en Superligaen                         | Aarhus Fremad         |
| Relégués en 1.division                        | Hvidovre IF           |
| Relégués en 1.division                        | Viborg FF             |